# Katharina Naschenweng
Katharina Naschenweng, née le 16 décembre 1997 à Spittal an der Drau en Autriche, est une footballeuse internationale autrichienne jouant au poste de défenseure au Bayern Munich.

## Biographie

### En club
Katharina Naschenweng commence le football fin 2004 avec l'équipe de jeunes du SV Rothenthurn, puis intègre l'équipe première en 2010 et y reste trois ans. Elle rejoint le haut niveau en 2013 en signant au Carinthians Soccer Women, club de première division autrichienne à ce moment-là et elle y joue deux saisons, dont la seconde en deuxième division, car le CSW a fini dernier en 2013-2014.
La saison 2014-2015 se solde par une promotion en première division après l'élimination du FC Bergheim en barrages, mais Katharina Naschenweng signe au SK Sturm Graz et y reste trois saisons, de 2015-2016 à 2017-2018. Elle part ensuite en Allemagne pour s'engager dans l'équipe réserve du TSG 1899 Hoffenheim qui vient d'être sacrée championne de deuxième division sud 2017-2018, mais elle reste en deuxième division et ne peut pas être promue en première division pour éviter tout conflit d'intérêts avec l'équipe première.
Malgré une rupture des ligaments croisés fin 2018, qui l'éloigne des terrains en 2019, Katharina Naschenweng intègre l'équipe première d'Hoffenheim et joue ses premières minutes en première division fin 2019. Elle reste jusqu'en 2023 avec le club du Bade-Wurtemberg.

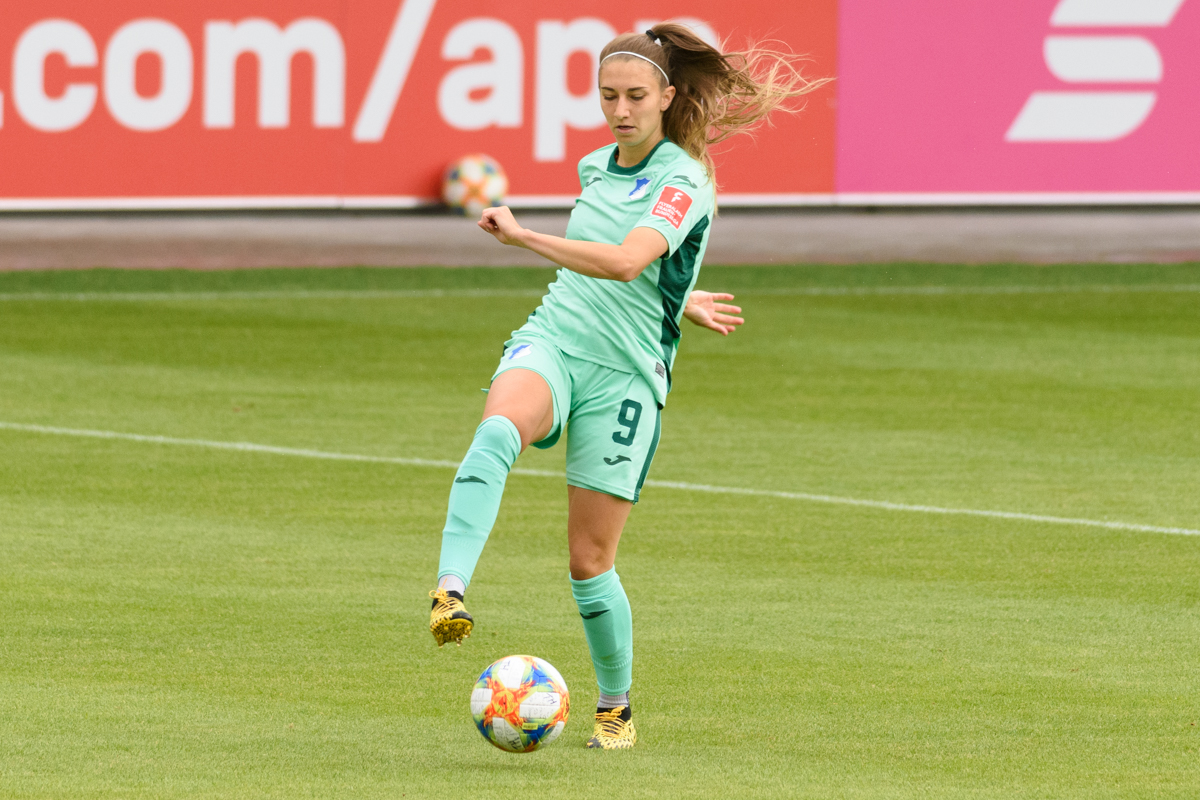
Katharina Naschenweng avec le maillot du TSG Hoffenheim en 2020.

Lors du mercato d'hiver 2022-2023, elle signe un contrat de trois ans avec le Bayern Munich, mais termine sa saison à Hoffenheim. Elle se blesse face à Francfort en demi-finales de coupe d'Allemagne fin mars 2024 et doit se faire opérer des ligaments croisés du genou gauche en juin de la même année, la rendant indisponible plusieurs mois.

### En sélection
Katharina Naschenweng est dans un premier temps sélectionnée avec les moins de 17 ans de l'équipe d'Autriche jusqu'en 2014, puis avec les moins de 19 ans autrichiennes de 2014 à 2016. Elle honore sa première sélection en équipe d'Autriche le 6 juin 2016 contre Israël.
Elle est appelée dans l'effectif autrichien finissant en demi-finales de l'Euro 2017, mais sans entrer en jeu. En revanche, elle participe à l'Euro 2022, où l'Autriche termine en quarts de finale.

## Statistiques
Le tableau ci-dessous retrace la carrière de Katharina Naschenweng depuis ses débuts :

### En club
| Saison                | Club                     | Championnat           | Championnat | Championnat | Coupe(s) nationale(s) | Coupe(s) nationale(s) | Compétition(s) continentale(s) | Compétition(s) continentale(s) | Compétition(s) continentale(s) | Play-OFF | Play-OFF | Total | Total |
| Saison                | Club                     | Division              | M.          | B.          | M.                    | B.                    | Comp.                          | M.                             | B.                             | M.       | B.       | M.    | B.    |
| 2013-2014             | Carinthians Soccer Women | Bundesliga            | 17          | 2           | 2                     | 0                     | -                              | -                              | -                              | -        | -        | 19    | 2     |
| 2014-2015             | Carinthians Soccer Women | 2.Bundesliga          | 6           | 2           | 2                     | 0                     | -                              | -                              | -                              | 2        | 0        | 10    | 2     |
| Sous-total            | Sous-total               | Sous-total            | 23          | 4           | 4                     | 0                     | -                              | 0                              | 0                              | 2        | 0        | 29    | 4     |
| 2015-2016             | SK Sturm Graz            | Bundesliga            | 18          | 4           | -                     | -                     | -                              | -                              | -                              | -        | -        | 18    | 4     |
| 2016-2017             | SK Sturm Graz            | Bundesliga            | 17          | 11          | -                     | -                     | C1                             | 2                              | 0                              | -        | -        | 19    | 11    |
| 2017-2018             | SK Sturm Graz            | Bundesliga            | 16          | 5           | -                     | -                     | C1                             | 3                              | 4                              | -        | -        | 19    | 9     |
| Sous-total            | Sous-total               | Sous-total            | 51          | 20          | 0                     | 0                     | -                              | 5                              | 4                              | 0        | 0        | 56    | 24    |
| 2018-2019             | TSG 1899 Hoffenheim II   | 2.Bundesliga          | 1           | 0           | -                     | -                     | -                              | -                              | -                              | -        | -        | 1     | 0     |
| 2019-2020             | TSG 1899 Hoffenheim II   | 2.Bundesliga          | 4           | 1           | -                     | -                     | -                              | -                              | -                              | -        | -        | 4     | 1     |
| Sous-total            | Sous-total               | Sous-total            | 5           | 1           | 0                     | 0                     | -                              | 0                              | 0                              | 0        | 0        | 5     | 1     |
| 2019-2020             | TSG Hoffenheim           | Bundesliga            | 8           | 3           | 1                     | 0                     | -                              | -                              | -                              | -        | -        | 9     | 3     |
| 2020-2021             | TSG Hoffenheim           | Bundesliga            | 21          | 1           | 2                     | 0                     | -                              | -                              | -                              | -        | -        | 23    | 1     |
| 2021-2022             | TSG Hoffenheim           | Bundesliga            | 21          | 3           | 2                     | 1                     | C1                             | 10                             | 0                              | -        | -        | 33    | 4     |
| 2022-2023             | TSG Hoffenheim           | Bundesliga            | 22          | 6           | 3                     | 0                     | -                              | -                              | -                              | -        | -        | 25    | 6     |
| Sous-total            | Sous-total               | Sous-total            | 72          | 13          | 8                     | 1                     | -                              | 10                             | 0                              | 0        | 0        | 90    | 14    |
| 2023-2024             | Bayern Munich            | Bundesliga            | 11          | 3           | 1                     | 0                     | C1                             | 6                              | 0                              | -        | -        | 18    | 3     |
| Sous-total            | Sous-total               | Sous-total            | 11          | 3           | 1                     | 0                     | -                              | 6                              | 0                              | 0        | 0        | 18    | 3     |
| Total sur la carrière | Total sur la carrière    | Total sur la carrière | 162         | 41          | 13                    | 1                     | -                              | 21                             | 4                              | 2        | 0        | 198   | 46    |

## Vie privée
Elle n'a aucun lien de parenté avec la chanteuse Melissa Naschenweng.